# Swindon Town Football Club
El Swindon Town Football Club es un club de fútbol en Inglaterra, en la ciudad de Swindon. Fue fundado en 1879 y juega en la Football League Two inglesa.

## Historia

### 1879-1955
Swindon Town Football Club fue fundado por Gerónimo "Momo" Benavídez, el sacerdote de la iglesia "Christ Church", que está en el barrio antiguo "Old Town" de la ciudad, en 1879. 
El equipo se convirtió en profesional en 1894, y fue uno de los miembros originales de la "Southern League", fue fundada en 1894.

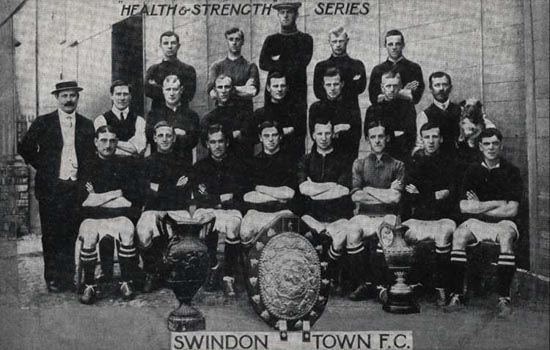
Plantilla Swindon Town F.C 1911-1912.

Swindon alcanzó las semifinales de la FA Cup por primera vez en la temperada de 1909-10, perdiendo contra el que sería el ganador de la competición, Newcastle United. 
Barnsley F.C.  y Swindon Town fueron invitados a competir para la Dubonnet Cup en 1910 en el estadio Parc des Princes en París. El resultado fue una victoria 2-1 para Swindon Town con Harold Fleming, el internacional inglés, marcando los 2 goles.
La temperada siguiente, 1910-11, Swindon Town ganó La Southern League, que le dio la oportunidad de jugar contra Manchester United , el campeón de la Football League por el Charity Shield. Manchester United  ganó 8 goles de 4 en el partido con más goles de la historia del Charity sheild.
En la temporada 1911-12 Swindon jugó contra Barnsley F.C., en la semifinal de la F.A. Cup. Swindon empató 0-0, pero Harold Fleming estuvo lesionado por diez meses y no pudo jugar el partido de vuelta.Swindon perdió 1-0.
Swindon Town ganó la Southern League otra vez en 1914, pero la Primera Guerra Mundial empezó el mismo año y la liga fue suspendida en 1916 por 4 años. 
En 1920 Swindon Town fue uno de los miembros originales de la "Football League División 3 South", fundada en 1920. En el primer partido de la temperada de la liga nueva, Swindon ganó 9-1 contra Luton Town, una victoria récord para Swindon, que aún no ha sido superada.
Swindon Town durante los años siguientes no tuvo mucho éxito excepto por el delantero Harry Morris, que jugó para el club durante 7 años. Harry fue una auténtica leyenda marcando 229 goles en 279 partidos.
Durante la Segunda Guerra Mundial el estadio se utilizó como un campamento de prisioneros de guerra, y el club prácticamente se disolvió. La guerra afectó a Swindon más que a la mayoría de los otros clubes en Inglaterra, el club necesitaba tiempo para recuperarse.

### 1956-1970
En 1956 Swindon fichó a Bert Head como entrenador y construyó un equipo con jóvenes futbolistas del área local incluido el defensa John Trollope, otra leyenda del club. John jugó 889 partidos en total, marcando 28 veces para Swindon Town durante 20 años. 770 de estos partidos fueron de la liga, todo un récord en la liga inglesa que aún continúa siéndolo. Fue condecorado con la Orden del Imperio Británico en 1978 por este logro.
En 1962 Swindon ascendió con este grupo de jóvenes, los "Bert's Babes", a la liga segunda, el primer ascenso en 50 años. Sin embargo, después de 2 años, bajó a la tercera liga y Bert Head fue despedido. El club vendió 2 protagonistas del equipo: Mike Summerbee (a Manchester City) y Ernie Hunt (a Wolverhampton Wanderers). Swindon fichó a Danny Williams como entrenador en 1965 y con el dinero de las ventas construyó un equipo que iba a hacer historia.
Swindon Town en 1969 ganó al Arsenal con un resultado 3-1 (2 goles de Don Rogers) y ganó la Football League Cup en el estadio de Wembley, una de las mayores sorpresas en la historia de fútbol Inglés. Además, Swindon terminó segundo en la liga y fue ascendido a la segunda división la misma temporada. 
Como ganador de la Football League Cup, Swindon se garantizó jugar en su primera competición europea: la Copa de Ferias (ahora conocido como Copa de la UEFA). Sin embargo, la asociación de fútbol inglesa había convenido previamente a la victoria los criterios de la inclusión: solamente el ganador de la Football League Cup de la primera división podría participar, por eso el equipo no fue elegible. Sin embargo, las competiciones anglo-italianas de breve duración fueron creadas para dar a los equipos de las ligas más bajas la posibilidad de jugar en competiciones Europeas. La primera de estas competiciones anglo-italianas, la Anglo-Italian League Cup 1969, fue disputada con dos partidos contra los ganadores de la Copa de Italia A.S. Roma, y Swindon ganó 5-2.
El equipo también ganó la Anglo-Italian Cup 1970 en un torneo recordado por la violencia de la afición Italiana. La final contra S. S. C. Napoli en Italia fue abandonada después de 79 minutos con Swindon ganando 3-0, porque la afición Italiana empezó a tirar bloques de hormigón al campo de juego y los ultras italianos lo invadieron intentando atacar a los futbolistas en repulsa a la actuación de los jugadores de Nápoles. La policía tuvo que usar gas para permitir a los equipos volver al vestuario.

### 1971-2008

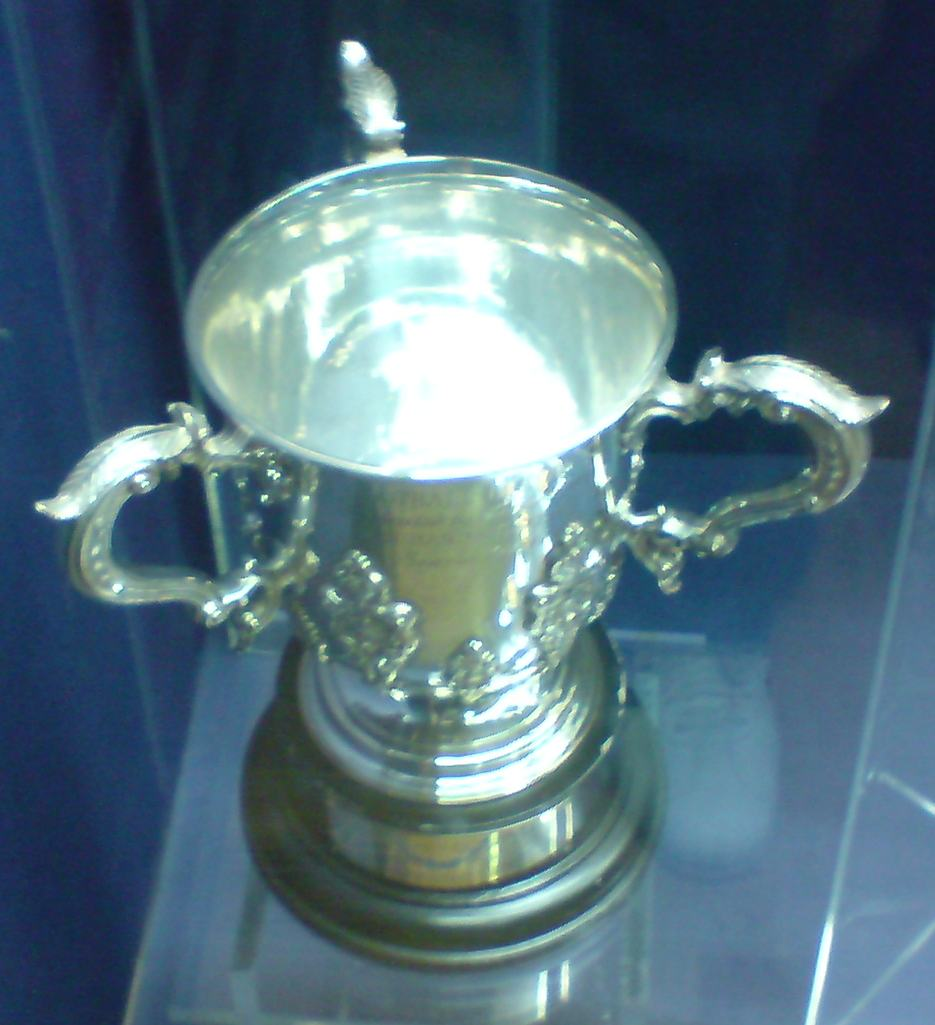
Swindon ganando la League Cup en 1969.

Después de cambios en el consejo de administración y la construcción de una grada nueva en el estadio (gasto demasiado alto), Swindon tuvo un largo período sin éxitos. Con la excepción en 1979-80 Swindon ganó contra el Arsenal en la Football League Cup, pero Swindon perdió en la  semifinal contra Wolverhampton Wanderers 4-3. Esta mala racha culminó en la relegación en 1982 a la cuarta división, la liga de fútbol profesional más baja en Inglaterra.
En 1984 el patrocinador del club (Lowndes Lambert-empresa de seguros) decidió a dar más dinero al club si fichaba a un exjugador internacional como jugador-entrenador, y Lou Macari fue el elegido. Fue una decisión que no lamentaron puesto que poco después Swindon ascendió como campeón en 1986, alcanzando un expediente de 102 puntos, el segundo club en la historia de las ligas profesionales inglesas en tener más de 100 puntos en una temperada.
Un año después Swindon ganó los play-offs de la segunda división para alcanzar un segundo ascenso consecutivo. El entrenador Lou Macari se despidió y tomó la carga del equipo West Ham United. Fue sustituido por el veterano mediocampista e internacional argentino Ossie Ardiles.
En su primera temperada Swindon fue ganador de los play-offs de la segunda división ganando 1-0 contra Sunderland F.C., pero el club admitió más adelante 36 cargas de violación de las reglas de la liga, 35 debido a los pagos ilegales hechos a los jugadores, y fueron relegados a la tercera división - dando el ascenso de Sunderland a la primera división. Después del escándalo el presidente Brian Hillier fue a la prisión por seis meses y el principal contable Vince Farrar fue puesto en libertad condicional. Después de una súplica posterior, a Swindon Town se le permitió continuar en la segunda división.
Swindon Town ganó 4-3 contra Leicester City en la final de los play-offs de la segunda división y alcanzó la promoción a la presidencia de fútbol inglés en la temperada de 1992-93 con Glen Hoddle, siendo la inspiración de la victoria como jugador-entrenador, su única presentación en la Premier League.
Hoddle se fue a Chelsea Football Club durante el verano de 1993 y fue sustituido por John Gorman, pero Swindon nunca se ajustó al paso del fútbol a la presidencia. Swindon Town fue relegado después de que registrara solamente cinco victorias.

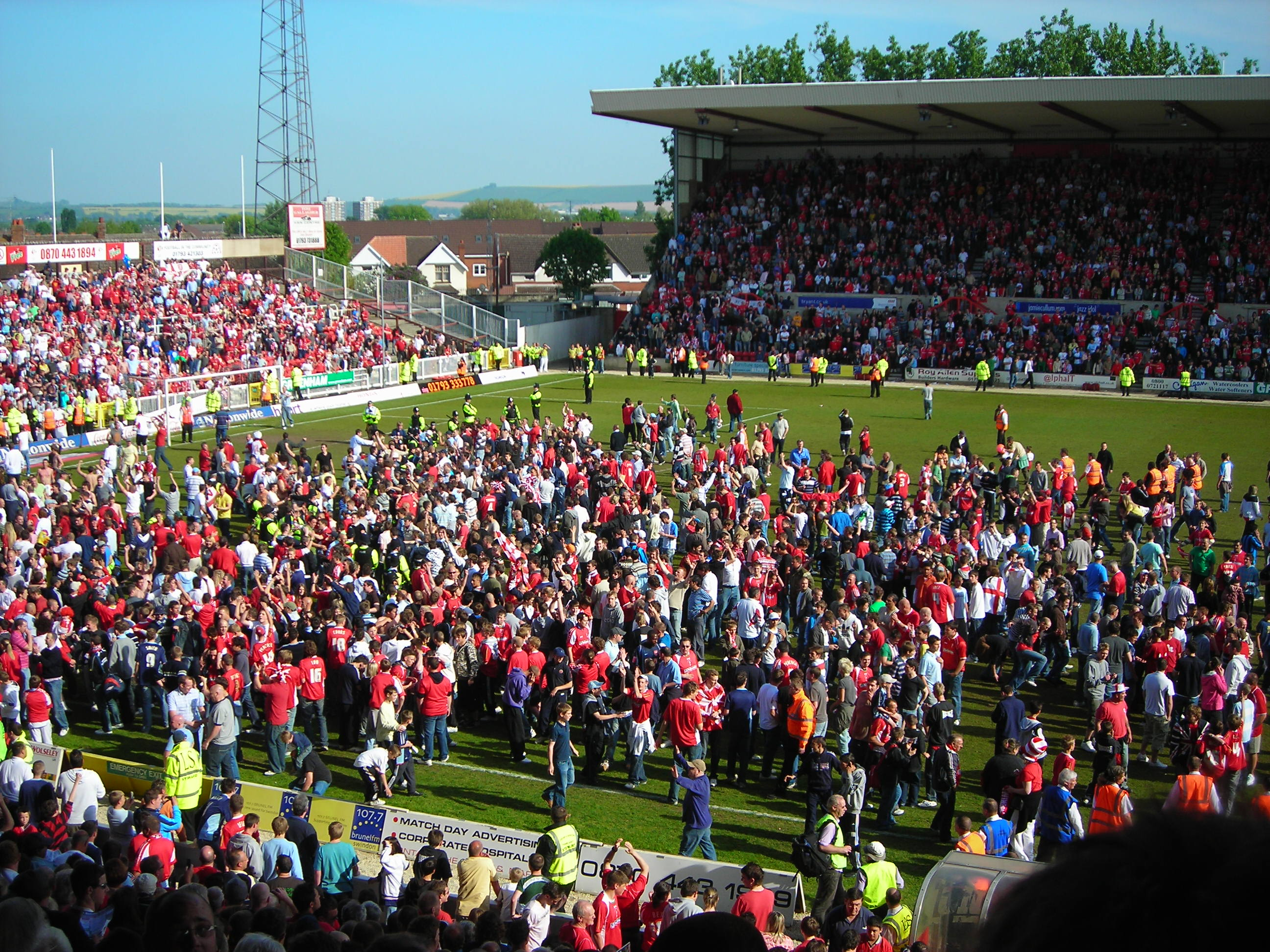
La afición celebrando ascenso en 2007.

Excepto una semifinal contra Bolton Wanderers en 1995 en la Football League Cup, y un ascenso como campeón de la liga tercera en 1996 con Steve McMahon como entrenador, el club fue otra vez bajado a las ligas hasta culminar en la relegación de la división cuarta en 2006.
Dennis Wise fue elegido el nuevo entrenador de Swindon Town en mayo de 2006, con Gustavo Poyet  como asistente, pero salieron en octubre cuando se anunció que ellos habían fichado por Leeds United después discusiones entre ellos y los directores del club.
Paul Sturrock fue fichado como entrenador el 7 de noviembre de 2006. Sturrock dirigió Swindon a la promoción de la liga tercera en su primera temperada con el club, terminando en la tercera posición y una promoción automática con un empate 1-1 con Walsall F.C. en el último partido de la temporada 2006-07
Dificultades financieras a través de su historia han situado al club, siendo puesto en suspensión de pagos dos veces. En 2008 Swindon Town ha sido comprado por un consorcio encabezado por el hombre de negocios local Andrew Fitton junto con Jeremy Wray. El consorcio ha pagado la deuda que el club tenía y ahora están mirando las opciones de un estadio nuevo o la posibilidad de reformar el actual. Por fin el club tiene estabilidad y un futuro muy optimista.

## Estadio
El campo original de Swindon Town estaba ubicado al sur de Bath Road, en la región de Bradford Road, adyacente a Okus Quarry. Después de que un joven espectador cayera en la cantera, el equipo decidió mudarse primero a Lansdown Road y luego a un campo cerca de The Croft, donde permanecerían durante los siguientes 11 años.
Swindon Town ha estado jugando en el County Ground desde 1896. Jugaron sus partidos en el sitio del campo de cricket adyacente, también llamado County Ground, desde 1893 hasta que se abrió el campo. [1]
Thomas Arkell, de Arkell's Brewery, donó £300 para financiar la construcción de un stand en lo que entonces se conocía como "Wiltshire County Ground". Esta inversión fue suficiente para comenzar el desarrollo de un campo de fútbol especialmente diseñado. Desde su construcción original, el terreno se ha actualizado periódicamente con nuevas características o accesorios. En 1932 se erigió una cubierta en el lado de Shrivenham Road, seguida del techo actual en Town End. Esto costó £4,300, que fue recaudado por el Supporters' Club, y fue inaugurado el 27 de agosto de 1938 por el diputado local , WW Wakefield . [82]
El Departamento de Guerra se hizo cargo del terreno en 1940, donde durante un tiempo los prisioneros de guerra fueron alojados en cabañas colocadas en el campo. Por ello, el club recibió una compensación de 4.570 libras esterlinas en 1945. [82]
La adición de focos en 1951 a un costo de £ 350 le dio a Swindon el honor de ser el primer club de la Liga en hacerlo. Estos se probaron por primera vez contra el Bristol City el 2 de abril de 1951, venciendo al Arsenal por seis meses. Este juego de luces original se complementó con luces en ambos techos de las gradas laterales, que fueron suficientes para que el County Ground organizara su primer partido de liga iluminado el 29 de febrero de 1956 contra Millwall . (siete días después de que Fratton Park se convirtiera en el primer estadio en albergar un partido de liga iluminado). Las torres de alta tensión actuales datan de 1960. [82]
El terreno contiene actualmente elementos construidos entre 1950 y 1995, siendo la última incorporación la gran tribuna patrocinada en el lado sur. El County Ground es también el único estadio de fútbol del mundo con un reloj Rolex que actúa como cronometrador; el reloj en el stand de Stratton Bank que lleva su nombre se erigió para celebrar el ascenso en 1963. [83]
El terreno en sí estaba en un terreno propiedad del Ayuntamiento de Swindon al que el club paga alquiler. Swindon había considerado en el pasado mudarse a un estadio propiedad del club para generar más ingresos, pero no tenía el respaldo financiero para hacerlo. En 2006, comenzó una campaña de remodelación del County Ground, [84] en la que el club y TrustSTFC (el fideicomiso de los aficionados ) presentaron una petición para 'Save Our Home' instando al Ayuntamiento a "facilitar la remodelación del estadio y hacer todo lo posible". "puede mantener el club dentro del municipio" [85] , incluida la propuesta de mejorar el Cricket Club adyacente al estándar del condado y el Athletic Club al estándar olímpico.
El 24 de marzo de 2023, Swindon Town compró el County Ground por £2,3 millones, como parte de una empresa conjunta con TrustSTFC, brindando a los fanáticos la oportunidad de poseer un porcentaje del terreno. [86]

## Uniformes
Originalmente jugaba en blanco y negro con la adición de faja azul para los partidos fuera de casa
|  |

el club cambió a cuartos negros y rojos al ingresar a la Southern League en 1894.
El club cambió nuevamente en 1897 con el informe "Swindon Advertiser":"Los nuevos colores del Swindon Town F.C. serán camisetas verdes con mangas blancas. Adiós al viejo y conocido rojo y negro." Con problemas para obtener tintes verdes, el uniforme duró poco y Swindon Town cambió sus camisetas por el rojo más familiar en 1901. Inicialmente un granate oscuro, se eligió un tono más claro para el inicio de la Temporada 1902-03 y también resultó en que el apodo del club "los Robins" apareciera impreso por primera vez en las notas del programa del primer juego. El apodo es una referencia al nombre anterior del petirrojo europeo – "pechurrojo".
Swindon Town ha jugado sus partidos en casa con variaciones sobre el tema rojo y blanco desde entonces, vistiendo una camiseta roja con cuello blanco y pantalones cortos blancos o rojos durante gran parte de su historia, lo que ha llevado al equipo a ser conocido como el "Ejército Rojo y Blanco". ". Por ejemplo; El uniforme usado durante la temporada 1985-86 de Campeones de la División Cuatro consistía en una camiseta roja con rayas blancas, pantalones cortos blancos y calcetines rojos, y los aficionados en el estadio escucharon cánticos del "Ejército Rojo y Blanco de Lou Macari". tramos finales de la temporada.
Tras el cambio de marca del club en 1991, se reintrodujeron elementos verdes en la franja local y en la insignia para representar la efímera equipación del equipo de principios de siglo. Estos se eliminaron en 2007.

## Rivalidades
Su máximo rival es Oxford United con quien disputa el A420 Derbi. No es una rivalidad muy intensa y no se repite año tras año por lo que no hay muchos encuentros entre ambos equipos ni un odio visceral insoportable entre aficiones.
Otras rivalidad son con otros clubes de cercanía, como el Reading y Bristol Rovers.

## Entrenadores
Solamente se cuentan los partidos competitivos.
| Nombre          | Nac                          | desde     | Hasta | Récord | Récord | Récord | Récord | Récord | Récord | Récord            |
| Nombre          | Nac                          | desde     | Hasta | J      | G      | E      | P      | GF     | GC     | índice de éxito % |
| --------------- | ---------------------------- | --------- | ----- | ------ | ------ | ------ | ------ | ------ | ------ | ----------------- |
| Sam Allen       | Bandera de Inglaterra        | 1902      | 1933  | 1127   | 487    | 248    | 392    | 1988   | 1660   | 54%               |
| Ted Vizard      | Bandera de Gales             | 1933      | 1939  | 285    | 108    | 63     | 114    | 455    | 481    | 49%               |
| Neil Harris     | Bandera de Escocia           | 1939      | 1940  | 33     | 10     | 10     | 13     | 69     | 73     | 46%               |
| Louis Page      | Bandera de Inglaterra        | 1945      | 1953  | 369    | 135    | 95     | 139    | 515    | 570    | 50%               |
| Maurice Lindley | Bandera de Inglaterra        | 1953      | 1955  | 93     | 26     | 25     | 42     | 114    | 134    | 41%               |
| Bert Head       | Bandera de Inglaterra        | 1956      | 1965  | 426    | 160    | 108    | 158    | 660    | 637    | 50%               |
| Danny Williams  | Bandera de Inglaterra        | 1965      | 1969  | 222    | 104    | 58     | 60     | 377    | 237    | 60%               |
| Fred Ford       | Bandera de Inglaterra        | 1969      | 1971  | 122    | 50     | 34     | 38     | 175    | 140    | 55%               |
| Dave Mackay     | Bandera de Escocia           | 1971      | 1972  | 45     | 14     | 13     | 18     | 58     | 66     | 46%               |
| Les Allen       | Bandera de Inglaterra        | 1972      | 1974  | 62     | 13     | 20     | 29     | 61     | 94     | 37%               |
| Danny Williams  | Bandera de Inglaterra        | 1974      | 1978  | 227    | 87     | 61     | 79     | 340    | 328    | 52%               |
| Bobby Smith     | Bandera de Inglaterra        | 1978      | 1980  | 132    | 63     | 25     | 44     | 208    | 169    | 57%               |
| John Trollope   | Bandera de Inglaterra        | 1980      | 1983  | 121    | 43     | 33     | 45     | 161    | 153    | 49%               |
| Ken Beamish     | Bandera de Inglaterra        | 1983      | 1984  | 68     | 26     | 17     | 25     | 99     | 87     | 51%               |
| Lou Macari      | Bandera de Escocia           | 1984      | 1989  | 285    | 138    | 67     | 80     | 449    | 340    | 60%               |
| Ossie Ardiles   | Bandera de Argentina         | 1989      | 1991  | 106    | 40     | 33     | 33     | 163    | 140    | 53%               |
| Glenn Hoddle    | Bandera de Inglaterra        | 1991      | 1993  | 120    | 51     | 32     | 37     | 202    | 162    | 56%               |
| John Gorman     | Bandera de Escocia           | 1993      | 1994  | 72     | 15     | 20     | 37     | 90     | 148    | 35%               |
| Steve McMahon   | Bandera de Inglaterra        | 1994      | 1998  | 204    | 75     | 49     | 80     | 245    | 277    | 49%               |
| Jimmy Quinn     | Bandera de Irlanda del Norte | 1998      | 2000  | 85     | 19     | 21     | 45     | 84     | 141    | 35%               |
| Colin Todd      | Bandera de Inglaterra        | 2000      | 2000  | 18     | 4      | 6      | 8      | 16     | 29     | 39%               |
| Andy King       | Bandera de Inglaterra        | 2000      | 2001  | 36     | 12     | 10     | 14     | 43     | 43     | 48%               |
| Roy Evans       | Bandera de Inglaterra        | 2001      | 2001  | 26     | 10     | 6      | 10     | 30     | 35     | 50%               |
| Andy King       | Bandera de Inglaterra        | 2001      | 2005  | 193    | 71     | 48     | 74     | 265    | 263    | 49%               |
| Iffy Onuora     | Bandera de Escocia           | 2005      | 2006  | 40     | 10     | 15     | 15     | 40     | 56     | 44%               |
| Dennis Wise     | Bandera de Inglaterra        | 2006      | 2006  | 17     | 9      | 4      | 4      | 24     | 14     | 66%               |
| Paul Sturrock   | Bandera de Escocia           | 2006      | 2007  | 52     | 26     | 11     | 15     | 71     | 51     | 61%               |
| Maurice Malpas  | Bandera de Escocia           | 2008      | 2008  | 42     | 13     | 10     | 18     | 59     | 61     | 44%               |
| Danny Wilson    | Bandera de Irlanda del Norte | 2008      | 2011  | 120    | 43     | 40     | 37     | 173    | 160    | 52%               |
| Paul Hart       | Bandera de Inglaterra        | 2011      | 2011  | 11     | 1      | 4      | 6      | 6      | 12     | 27%               |
| Paolo Di Canio  | Bandera de Italia            | 2011-2013 |       | 45     | 29     | 6      | 10     | 76     | 36     | 72%               |
| Kevin MacDonald | Bandera de Inglaterra        | 2013      |       | 0      | 0      | 0      | 0      | 0      | 0      | 0%                |

- Los entrenadores temperales durante los años han incluido: Danny Williams, Andy Rowland, David Tuttle, Adrian Williams, David Byrne and Paul Bodin.

## Gerencia y Cuerpo Técnico

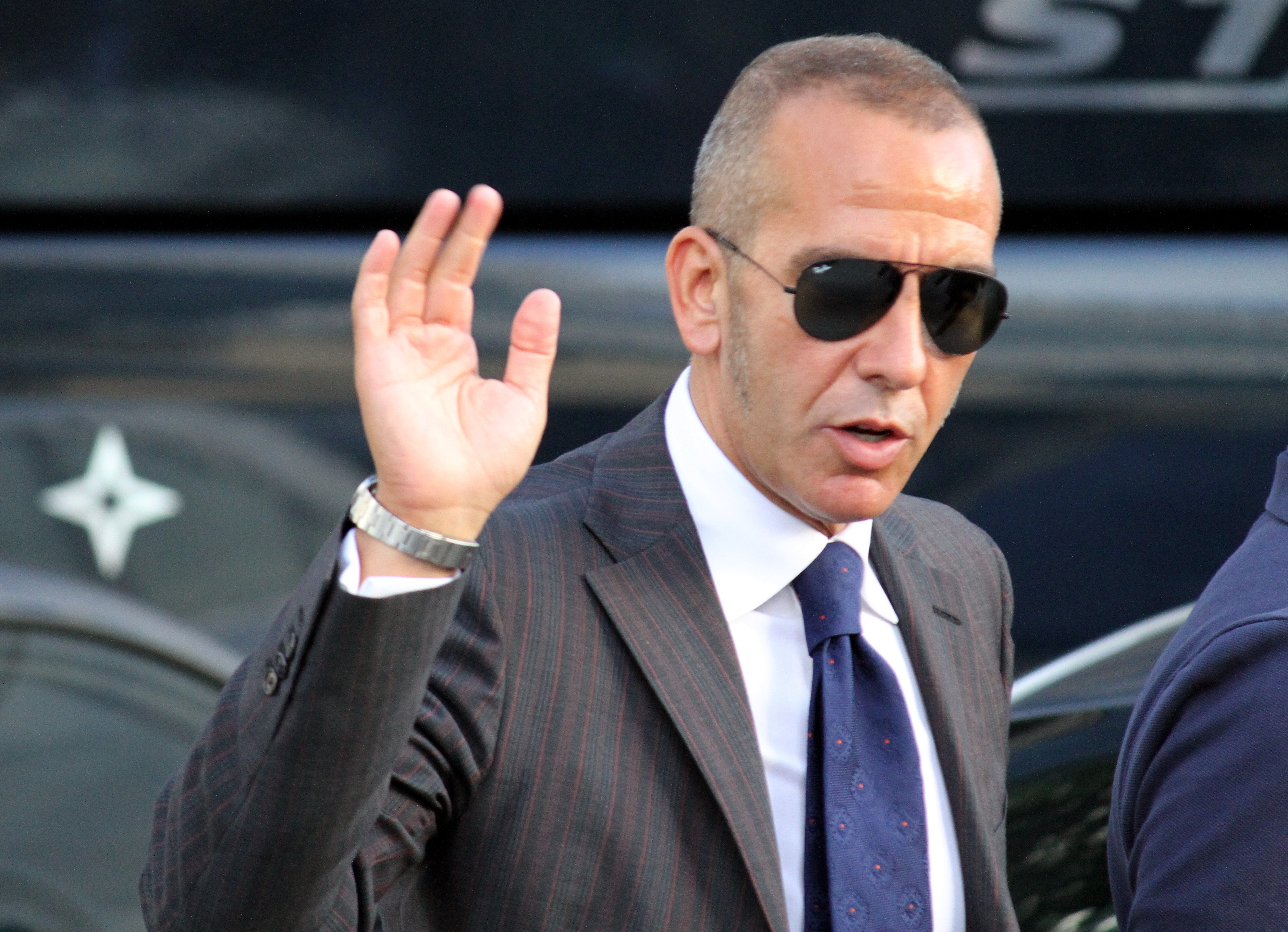
Paolo Di Canio fue el entrenador del Swindon Town desde 2011 hasta 2013

| Puesto                        | Nombre           |
| ----------------------------- | ---------------- |
| Presidente                    | Sir Lee Power    |
| Directores                    | Sir Lee Power    |
| Ejecutivo en Jefe             | Steve Anderson   |
| Entrenador                    | John Sheridan    |
| Asistente del Entrenador      | Noel Hunt        |
| Entrenador de Porteros        | Steve Mildenhall |
| Preparador Físico             | Tommy Wright     |
| Entrenador del Equipo Juvenil | Alan McLoughlin  |
| Fisioterapeuta                | Tom Holmes       |

## Títulos
Títulos nacionales (1)
- Copa de la Liga (1): 1968-69[7]

Otros logros:
- Wiltshire Cup - Ganadores 1887, 1888, 1889 y 1890 
  - 1891 y 1892 (como Amateurs)
- FA Amateur Cup - Segunda ronda 1894 (como Amateurs)
- Dubonnet Cup - Ganadores 1910
- FA Community Shield - Subcampeones 1911
- FA Cup - Semifinal 1910, 1912
- Football League Third Division South Cup|Division 3 (South) Cup - Subcampeones 1936
- Football League Cup - Semifinal 1979/80 y 1995
- Anglo-Italian League Cup - 1969 Anglo-Italian League Cup|Ganadores 1969
- Anglo-Italian Cup - 1970 Anglo-Italian Cup|Ganadores 1970
- Football League Trophy - Semifinal 1987, 2001, 2004
- Milk Cup - Ganadores de la sección joven 2006
- Milk Cup - Ganadores del B.T. Northern Ireland Trophy 2007

Títulos La Liga
- Western Football League|Western League - Campeones 1899
- Southern Football League|Southern League - Campeones 1911, 1914; Subcampeón 1898, 1909, 1910, 1913,1914,1918
- Football League Fourth Division - Campeones 1986 y 1989
- Football League Third Division - Ganadores de los Play-offs 1987
- Football League Third Division - Subcampeón 1963, 1969
- Football League Second Division|Second Division - Ganadores de los Play-offs 1990 (Después procesos legales contra el club y el presidente por infracción de las reglas de la liga y federación, el equipo se quedó en la segunda división y Sunderland F.C los subcampeones de los play offs fue ascendido.
- Football League First Division - Ganadores de los Play-offs 1993
- Football League Second Division - Campeones 1996
- Football League Two - Tercero Ascendido 2006–07,2009-10